# Avex trax
Avex trax (エイベックス・グループ・ホールディングス株式会社 ,Eibekkusu Gurūpu Hōrudingusu Kabushiki-gaisha)(Avex group) er Japans førende pladeselskab og har mange af Japans største artister under sig, blandt andre Namie Amuro, Ayumi Hamasaki, OLIVIA og mange flere. Navnet kommer fra de engelske ord Audio Visual Expert.

## Kunstnere

### Nuværende
- Aina the End (siden 2018)
- Shinjiro Atae (siden 2016)
- Beverly (siden 2016)
- BoA (siden 2001)
- Bridear (siden 2019)
- Skabelon:Illm (siden 2014)
- Chō Tokimeki Sendenbu (siden 2018)
- DA-ICE (siden 2020)
- Do As Infinity (siden 1999)
- Skabelon:Illm (siden 2021)
- Every Little Thing (siden 1996)
- Exo (siden 2015)
- Skabelon:Illm (siden 2020)
- Ayumi Hamasaki (siden 1998)
- Skabelon:Illm (siden 2016)
- Skabelon:Illm (siden 2013)
- Chiaki Ito (siden 2018)
- Hitomi Kaji (siden 2016)
- Kamen Rider Girls (siden 2014)
- Keiko (siden 2020)
- Ketsumeishi (siden 2012)
- Skabelon:Illm (siden 2021)
- kolme (siden 2015)
- lol (siden 2015)
- m.c.A.T (siden 1993)
- Mameshiba no Taigun (siden 2020)
- Skabelon:Illm (siden 2021)
- Michael Fortunati (siden 1995)
- Skabelon:Illm (siden 2015)
- Skabelon:Illm (siden 2020)
- NCT (siden 2018)
- Nissy (siden 2014)
- Skabelon:Illm (siden 2022)
- Skabelon:Illm (siden 2022)
- Seiko Oomori (siden 2014)
- Ai Otsuka (siden 2003)
- Piko Taro (siden 2016)
- Red Velvet (siden 2018)
- SKE48 (siden 2011)
- Skabelon:Illm (siden 2017)
- Shuta Sueyoshi (siden 2017)
- Super Junior (siden 2011)
- Emiko Suzuki (singer) (ja) (siden 2017)
- TRF (siden 1992)
- Akira Takano (singer) (ja) (siden 2019)
- Tohoshinki (siden 2011)
- Tokyo Girls' Style (siden 2010)
- Misako Uno (siden 2007)
- Naoya Urata (siden 2017)
- Skabelon:Illm (siden 2016)
- Takuro Yoshida (siden 2009)
- Skabelon:Illm (siden 2023)

#### B-ME
- Be First (siden 2021)
- Novel Core (siden 2020)
- Sky-Hi (siden 2013-2020 på hovedpladeselskabet 2020-nu; medgrundlægger)

#### Bluestar Records
- MASH (musician) (ja) (siden 2019)

#### Love Life Records
- Hitomi (siden 1994-2005 på hovedpladeselskabet 2005-nu)

#### motorod
- Nanase Aikawa (siden 1995)

#### 影別苦須 虎津苦須
- Kishidan (siden 2009)

### Tidligere
- AAA (2005-2021; pause på ubestemt tid. Alle medlemmer bortset fra Yukari Goto er stadig hos pladeselskabet som soloartister.)
- Sae Ōtsuka (2020-2023; nu under Great Romance Records)
- Hitomi Shimatani (1999-2021; now under AI.R LAND RECORD/Daiki Sound)

#### J-Friends Project
- J-Friends (1997–2003; nu opløst)

#### motorod
- Dead End (2011–2015; pause på ubestemt tid)
- Janne Da Arc (1991–2007; opløst i 2019 efter 12 års pause)
- Oblivion Dust (1997–2008; nu under Virgin Music/Universal Music Japan)

| Japan | Spire Denne artikel om et firma eller en virksomhed i Japan er en spire som bør udbygges. Du er velkommen til at hjælpe Wikipedia ved at udvide den. |